# Stoicism

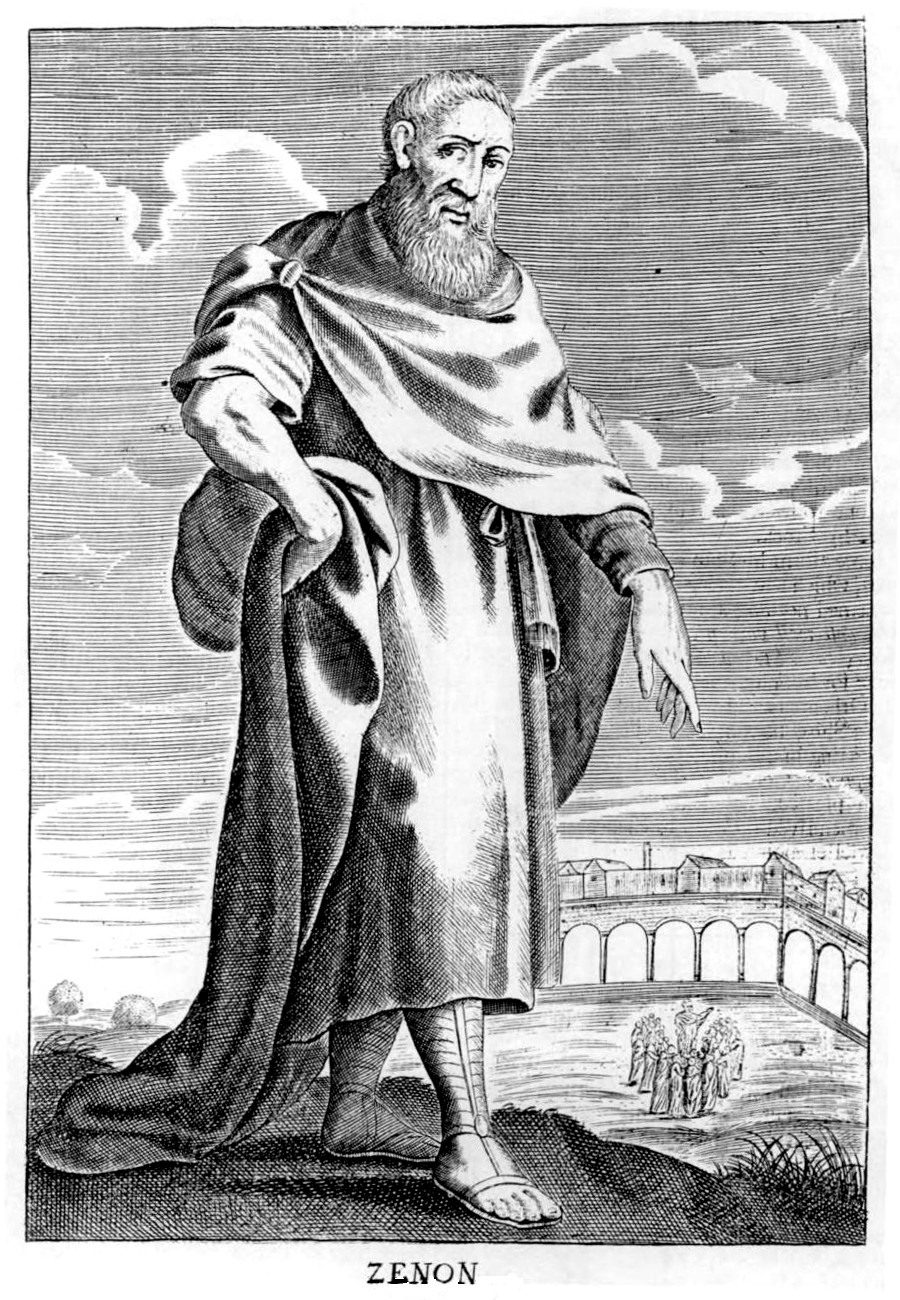
Zenon från Kition, stoicismens grundare

Stoicismen är en filosofisk riktning som grundades omkring år 300 f.Kr. i antikens Grekland av Zenon från Kition. Stoicismen var en populär filosofi under antiken. Eftersom stoikerna i det offentliga höll till i en stoa (namnet "stoicism" kommer därifrån), kunde de samla en betydligt bredare publik än vad de mer "akademiska" filosofiska riktningarna förmådde. Endast fragment finns bevarade från de tidiga stoikerna, men flera av dem omnämns i verk av bland andra Cicero och Diogenes Laertios. Bland de stoiker vars verk är mer välbevarade finns de romerska stoikerna Marcus Aurelius, Epiktetos (genom hans lärjunge Arrianos) och Seneca den yngre. Stoicismen fick senare ett starkt inflytande över bland annat kristendomens utveckling, och under modern tid har intresset för stoicismen ökat, även utanför akademierna.
De antika stoikerna skrev om allt från grammatik till fysik, men de ansåg att alla filosofiska ämnesområden tjänade ett och samma syfte: att förändra människors sätt att leva. Vidare menar stoikerna att alla filosofiska ämnesområden är lika viktiga. De liknade filosofin vid ett djur, eller ett ägg, där varje liten beståndsdel är avgörande för att helheten ska hålla samman och fungera. Det högsta målet är arete, som vanligen översätts till "dygd", men också kan översättas till "excellens" eller "fulländad förnuftighet". De menar att dygd är det enda som är "gott" eller "bra", det enda som ger verklig eudaimonia (ett övergripande och bestående själsligt välmående) och det enda som utvecklar och bevarar förnuftet till fullo. 
Deras etik utgår från vad de ansåg vara "i enlighet med naturen". Vad gäller människor, innebär detta först och främst att bevara och främja rationaliteten. De menade att rationaliteten är av omätbart högre värde än den primitiva överlevnaden, så till den grad att de ansåg det vara bättre att dö än att gå emot sina rationella principer. Vidare menade de att det enda sättet att bevara och främja rationaliteten är att sträva efter dygd, som kan åstadkommas oberoende av livsomständigheterna. Den dygdige är lika nöjd med tillvaron oavsett om denne är en slav som torteras (dygd är det enda som ger verklig eudaimonia; dygd är oberoende av yttre omständigheter), eller en kung som lever i lyx.
Trots stoikernas uppmanande till jämnmod och acceptans inför allt som sker, förespråkade de varken passivitet eller likgiltighet. De trodde starkt på att människan (av sin natur) har plikter att utföra, såsom plikter gentemot sina medmänniskor (och kosmos), sitt land, sin familj, och så vidare. Vad gäller känslor hade de en utförlig filosofi vars grund vilade på en uppdelning mellan "rationella" och "irrationella" känslor (likgiltighet skulle innebära avsaknad av alla känslor, vilket stoikerna alltså inte strävade efter).
Stoikerna ansåg att kosmos är ett medvetet, runt och gudomligt djur som omges av oändligt tomrum. De menade att "Gud" finns inom allt och alla (de var således panteister), och att förnuftet är den gudomliga delen hos människan. Vidare menade de att allting som sker i universum är förutbestämt, men att människan samtidigt ändå har en fri vilja (en filosofisk uppfattning som kallas kompatibilism). De ansåg dessutom att kosmos ordning är av högre värde än den enskilda individen. Marcus Aurelius har skrivit: "gläd dig åt allt som sker, om det så tycks dig aldrig så bittert¸ ty det leder ju till målet: världens hälsa och Zeus framgång i sitt verk". Krysippos till och med önskade att bli sjuk, om han visste att det var hans öde att insjukna.

## Historia

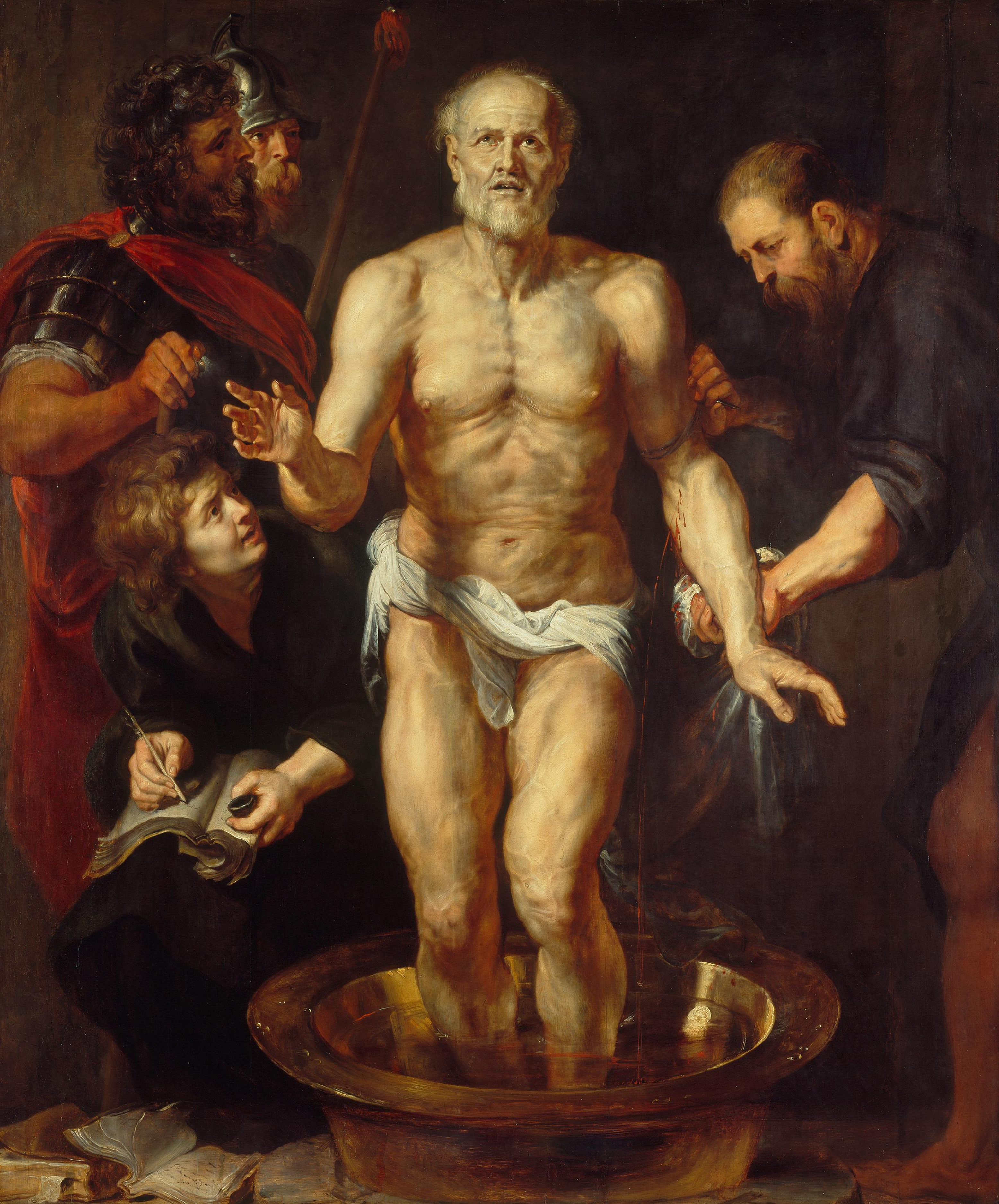
Peter Paul Rubens, Der sterbende Seneca (1612–1613; "Den döende Seneca"). Seneca den yngre blev av kejsar Nero beordrad att begå självmord år 62 e.Kr.

Stoicismen grundades omkring år 300 f.Kr. i Aten av filosofen Zenon från Kition (ca 333–264 f.Kr.). Zenon hade varit elev hos bland andra den kyniske filosofen Krates från Thebe, men han hade även studerat under flera andra filosofer. Zenons stoicism har tydliga rötter hos såväl Sokrates som Platon. Till skillnad från många av hans samtida filosofer, var dock Zenon troligen vida känd bland allmänheten. Stoikernas samlingspunkt var en stoa, det vill säga en allmän plats, där de både diskuterade och lärde ut. Under antiken restes en staty av Zenon i Aten med en inskription, där det bland annat stod: "Zenon från Kition, son av Mnaseas, har i många år varit hängiven filosofin i staden, och har i alla andra avseenden fortsatt vara en aktningsvärd man. Han har uppmanat de ungdomar som har kommit till honom för att undervisas att leva dygdigt och avhållsamt ...". Efter Zenons död ledde Kleanthes (ca 330–230 f.Kr.) skolan vidare. Därefter följde Krysippos (ca 282–206 f.Kr.), som spred stoicismen kraftigt, och enligt utsago skrev över 700 verk, varav endast fragment finns bevarade.
Under hundra- och nollhundratalen f.Kr. inföll "den andra vågen" av stoicism, även kallad "platonsk stoicism". Denna period inleddes sannolikt med Antipatros från Tarsos (död ca 130 f.Kr.), elev till Diogenes från Seleukia. De mest framträdande filosoferna under denna period var Panaitios (död ca 110 f.Kr.), som spred stoicismen till Rom, och Poseidonios (död ca 45 f.Kr.). Panaitios och Poseidonios finns omnämnda i Ciceros verk, men inga av deras egna texter finns bevarade.
Den "tredje vågen" av tidig stoicism, även kallad "romersk stoicism", dominerades av filosoferna Seneca den yngre (4 f.Kr.–65 e.Kr.), Epiktetos (ca 55–135 e.Kr.) och kejsaren Marcus Aurelius (121–180 e.Kr.).

### Influenser på senare tänkare

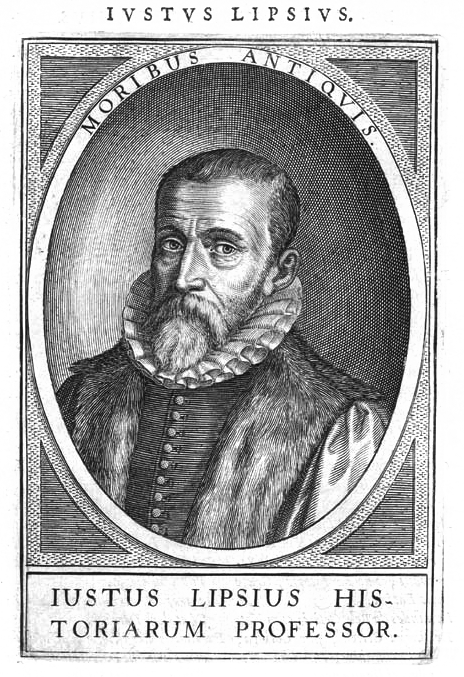
Justus Lipsius (1547–1606) lade grunden till det som kom att kallas för "nystoicismen", med sitt verk De Constantia.

Stoicismen har influerat många senare tänkare, men även mottagit stark kritik efter antiken.I Apokryferna finns en fabricerad brevväxling mellan Seneca och Paulus. Även om breven senare visat sig vara just fabricerade, har de refererats till av bland andra kyrkofäderna Hieronymus och Augustinus. Stoicismens subtila påverkan på kristendomen har studerats av flera forskare; exempelvis menar Richard Sorabji 
att katolicismens lära om de sju dödssynderna härstammar från stoicismens syn på känslor eller passioner, och under sent 1500-tal utvecklades till och med en "ny" stoicism, som utgjordes av en blandning av kristendom och stoicism.
Intresset för stoicismen ökade under 1900- och 2000-talen. Bland annat grundades organisationen "Modern Stoicism" 2012 (som årligen håller i "Stoicon") och "Stoic week". Dessutom menar Dirk Baltzly att den moderna terapiformen kognitiv beteendeterapi har stora likheter med stoicismen.
Följande är en lista över kända tänkare som skrivit om, kritiserat eller influerats av stoicismen, sorterad efter tänkarnas födelseår:
- Tertullianus (ca 160–225), berbisk teolog, författare och kyrkofader.
- Plotinos (ca 204–270), nyplatonismens främsta filosof.
- Lactantius (ca 250–320), teolog och kyrkofader från Gallien.
- Augustinus (354–430), biskop, filosof, teolog, retoriker och kyrkofader från Numidien.
- Damaskius (född ca 480), nyplatonsk filosof från Bysantinska riket.
- Simplikios (ca 490–560), nyplatonsk filosof från Kilikien.
- Olympiodoros den yngre (ca 495–570), nyplatonsk filosof från Bysantinska riket.
- Al-Kindi (ca 801–873), muslimsk filosof, matematiker, fysiker och musiker.
- Arethas från Caesarea (född ca 860), ärkebiskop av Caesarea Cappadociae.
- Pierre Abélard (1079–1142), teolog, filosof och poet från Frankrike.
- Barlaam av Seminara (ca 1290–1348), forskare, teolog, präst, humanist, filolog från Italien.
- Francesco Petrarca (1304–1374), lyriker och historieskrivare från Italien.
- Niccolò Perotti (1429–1480), humanist och författare från Italien.
- Angelo Poliziano (1454–1494), forskare, poet och humanist från Italien.
- Pietro Pomponazzi (1462–1525), filosof från Italien.
- Erasmus av Rotterdam (1466–1536), kristen humanist och forskare från Nederländerna.
- Jean Calvin (1509–1564), kristen reformator från Frankrike.
- Michel de Montaigne (1533–1592), författare och filosof från Frankrike.
- Pierre Charron (1541–1603), teolog och filosof från Frankrike.
- Justus Lipsius (1547–1606), filolog, filosof och humanist från Belgien.
- Guillaume du Vair (1556–1621), författare, jurist och framstående nystoiker från Frankrike.
- Thomas Gataker (1574–1654), teolog och präst från England.
- Daniel Heinsius (1580–1655), forskare, filolog och poet från Nederländerna.
- Hugo Grotius (1583–1645), humanist, historiker, teolog, advokat och filosof från Nederländerna.
- Thomas Hobbes (1588–1679), filosof och politisk teoretiker från England.
- John Bramhall (1594–1663), ärkebiskop av Irländska kyrkan.
- René Descartes (1596–1650), forskare, matematiker, präst, jurist och filosof från Frankrike.
- Ralph Cudworth (1617–1688), teolog och filosof från England.
- Anthony Ashley Cooper, 1:e earl av Shaftesbury (1621–1683).
- Jakob Thomasius (1622–1684), filosof och jurist från Tyskland.
- Blaise Pascal (1623–1662), matematiker, fysiker, filosof och skriftställare från Frankrike.
- Baruch Spinoza (1632–1677), filosof från Nederländerna.
- Nicolas Malebranche (1638–1715), filosof från Frankrike.
- Gottfried Wilhelm von Leibniz (1646–1716), matematiker, filosof och friherre från Tyskland.
- Pierre Bayle (1647–1706), filosof och författare från Frankrike.
- Johann Franz Buddeus (1667–1729), teolog från Tyskland.
- Giambattista Vico (1688–1744), historiker, retoriker, filosof och jurist från Italien.
- Johann Jakob Brucker (1696–1770), filosof från Tyskland.
- Julien Offray de La Mettrie (1709–1751), läkare och filosof från Frankrike.
- Immanuel Kant (1724–1804), filosof från Tyskland.
- Friedrich Hegel (1770–1831), filosof från Tyskland.
- Max Stirner (1806–1856), filosof från Tyskland.
- Karl Marx (1818–1883), sociolog, nationalekonom, historiker och filosof från Preussen.
- Friedrich Engels (1820–1895), sociolog och filosof från Preussen.
- Friedrich Nietzsche (1844–1900), filosof, författare och filolog från Preussen.
- Bertrand Russell (1872–1970), filosof, logiker, matematiker, historiker och pacifist från Wales.
- Jean-Paul Sartre (1905–1980), författare och filosof från Frankrike.
- Gilles Deleuze (1925–1995), filosof från Frankrike.
- Michel Foucault (1926–1984), filosof och idéhistoriker från Frankrike.

## Stoikernas syn på filosofi

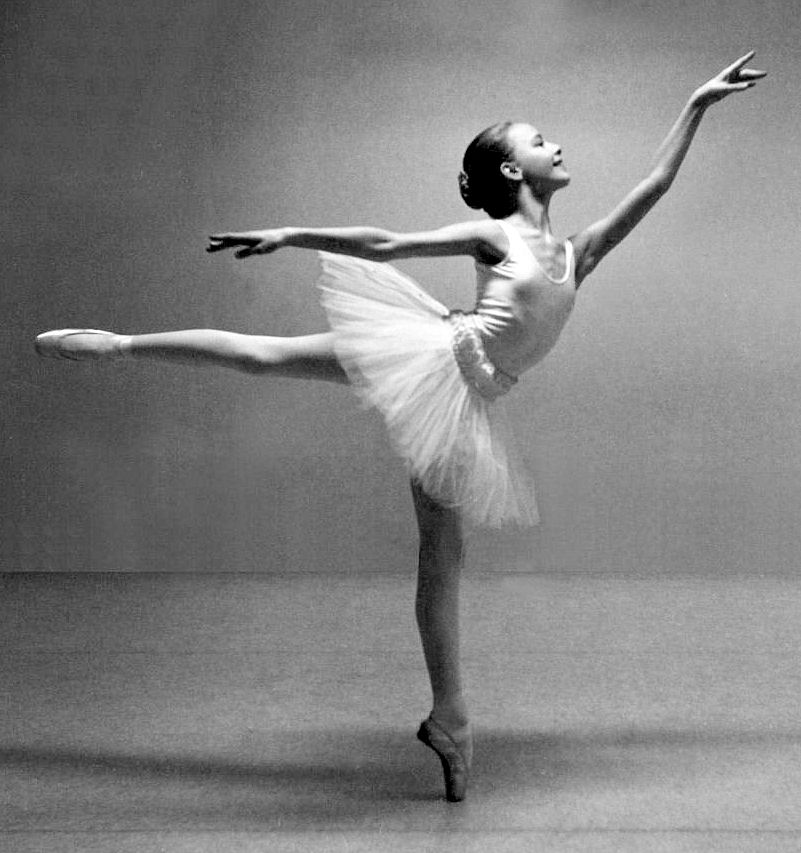
Stoikerna betraktade filosofi som en konst, likt dans, där utövaren behövde såväl teoretisk som praktisk skolning.

De antika stoiska filosoferna ägnade sig åt flera filosofiska områden, såsom logik, epistemologi, ontologi, kosmologi, etik och retorik. De ansåg att alla dessa filosofiska områden (direkt eller indirekt) tjänar ett och samma syfte: att förändra människors levnadssätt. Stoikernas idéer, såsom de formuleras i tal och skrift, kan delas upp i tre kategorier: logik, fysik och etik. Detta är dock bara hur stoikerna delade upp den "teoretiska" delen av filosofin. De liknade filosofin (i sin helhet) vid en människa, där logiken utgör benen och senorna, etiken de köttiga delarna och fysiken själen. Med denna liknelse menade stoikerna att filosofins uppdelning i olika kategorier enbart är en tankekonstruktion, eftersom de inte går att separera från varandra utan att helheten faller samman. Den praktiska synen på filosofin kan ha härstammat från kynikerna, hos vilka Zenon studerade innan han grundade stoicismen. Senare antika stoiker (Seneca, Epiktetos, Marcus Aurelius) har i sina skrifter fokuserat mer direkt på "praktiska frågor" än på teoretiska, men detta betyder egentligen inte att de var mer intresserade av etik än sina föregångare, eftersom etiken är beroende av fysiken och logiken. Epiktetos och Seneca framhäver dock att en människas levnadssätt är ett bättre mått på hennes livsfilosofi, än vilken filosofi hon än argumenterar för (vilket kan vara ett skäl till fokuset på "praktiska frågor"). Epiktetos bedömde, utifrån sina studenters levnadssätt, att majoriteten egentligen var epikuréer (en filosofisk skola som såg njutning som grunden för lycka), att en del var peripatetiker (en filosofisk skola som ansåg att både dygd och gynnsamma levnadsförhållanden behövs för att uppnå lycka) och att endast ett fåtal var stoiker.
Krysippos liknar filosofen vid en själsläkare, som (till skillnad från "vanliga läkare") framför allt bekymrar sig om sig själv snarare än om andra. Detta påminner om Sokrates, som enligt utsago sagt att det mest akuta som varje människa har framför sig, är att ta hand om sin egen själ.

## Fysik

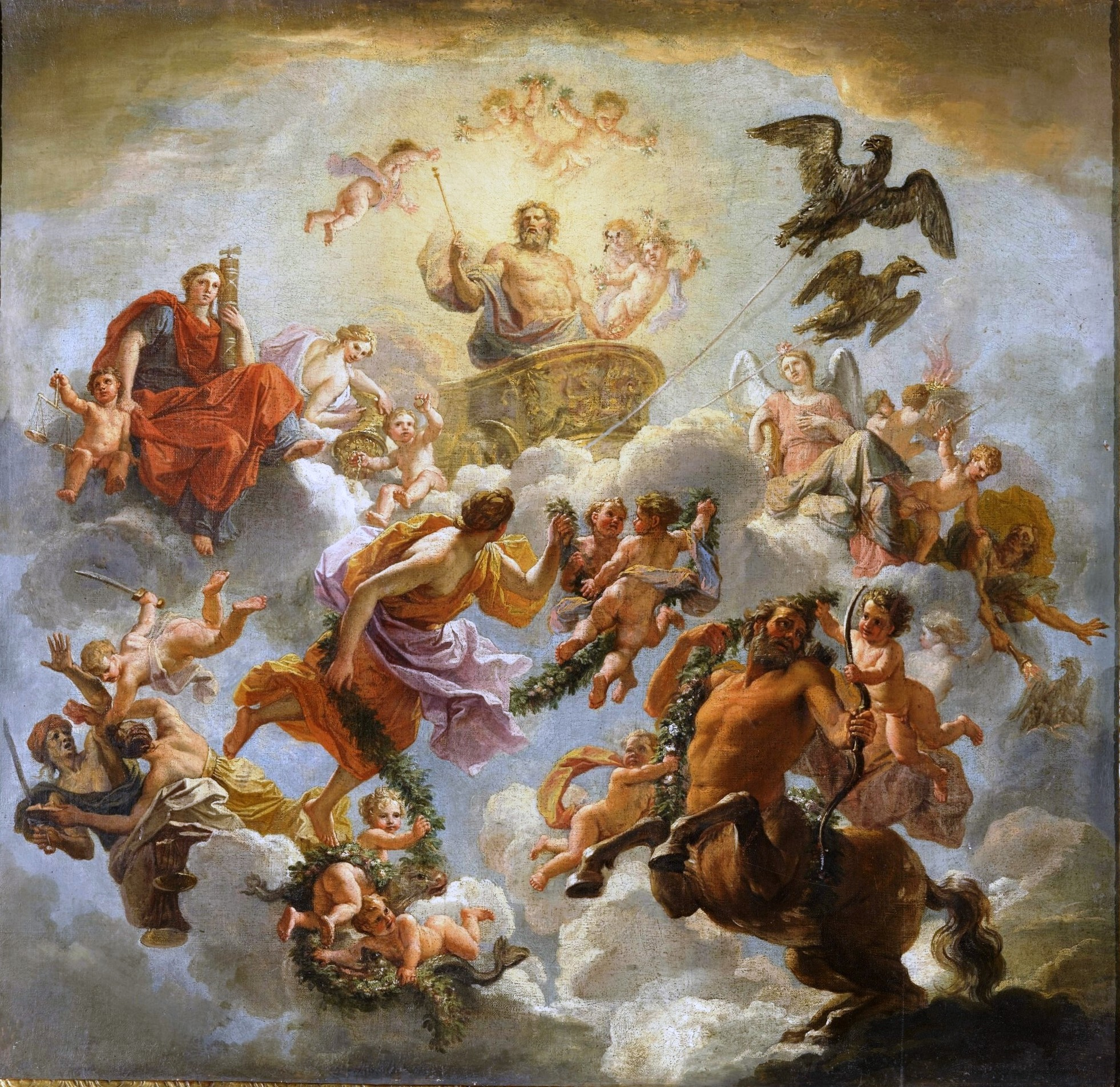
Noël Coypel, Jupiter accompagne de la Juistice et de la Piete (~1671). Stoikerna trodde inte på en personifierad Gud, som Zeus (bland romarna Jupiter), eftersom de var panteister, men i stoiska skrifter hänvisar de ibland likväl till "Zeus", "Jupiter" eller "gudarna".

Stoikerna var materialister, och menade att allting som existerar har en "kropp". Zenon definierar "kropp" som något som kan vara både subjekt och objekt (inte nödvändigtvis samtidigt). Det vill säga, allt som existerar kan agera, utföra och påverka något annat, men också vara passiv mottagare av yttre skeenden. Stoikerna talar i viss mån om "kroppsliga" och "icke-kroppsliga" ting, där det sistnämnda inkluderar tid och tomrum, men deras syn på verkligheten är samtidigt materialistisk och monistisk. John Sellars menar att ett skäl till att de (trots den materialistiska monismen) ändå valde att diskutera "det icke-kroppsliga", var att de ville tydliggöra att ingenting annat än det fysiskt existerande krävs för naturens gång. Stoikerna menade med andra ord att naturen (ur ett kosmologiskt perspektiv) är både subjekt och objekt samtidigt – det behövs ingen "yttre kraft" för att naturen ska leva.
De menade dock att även själen, visdomen och dygden har "kroppar" (och därför är materiellt existerande). All materia hålls samman av vad de kallar "pneuma" ("ande"). Pneuma utgör dessutom kärnan i allt som existerar (fysis), vilket i människors fall syftar till själen (psyche). Skillnaderna mellan de tre formerna av pneuma (sammanhållningskraften, icke-djurs "natur", och djurens "själ") är komplexiteten. Pneuma är för stoikerna synonymt med "Gud", men Sellars menar att det går att tolka på andra sätt. Han anser att idén om pneuma eventuellt kan ses som kompatibel med evolutionsteorin, om man betraktar evolutionsprocessen som en process som består av att pneuma blir alltmer komplex, och därmed skapar alltmer komplexa djur och växter, etcetera.

### Kosmologi
Stoikerna var panteister. De såg på universum som ett gudomligt och rationellt djur. Detta djur skulle enligt stoikerna bestå dels av passiv och "vattnig" materia, dels av Gud, som "ger liv" åt materien. Dessa två "delar" sågs dock inte som separata, utan som olika aspekter av samma sak (det gudomliga djuret eller kosmos).
Krysippos menar att kosmos är större och bättre än allting annat. Eftersom djur är bättre än icke-djur, är således kosmos ett djur, enligt Krysippos. På liknande sätt argumenterar Zenon för att kosmos är evigt, förnuftigt, vist, välsignat, med mera. Stoikernas kosmologi har beskrivits som "kosmobiologi", i och med deras syn på naturen som ett självreglerande och medvetet biologiskt system (djur). Det har dock funnits stoiker (exempelvis Boethos av Sidon) som motsatt sig teorin om att kosmos skulle vara ett medvetet djur. Dessa stoiker har i stället sett "pneuma" och "Gud" som processer i naturen utan medvetande. Även de "kristna stoikerna" (exempelvis Justus Lipsius) har haft andra uppfattningar än de antika stoikerna.
De antika stoikerna menade att kosmos är runt, och omges av oändlig mängd tomrum. Enligt dem skapas och förgörs kosmos cykliskt, i all evighet, och under denna process expanderar kosmos stundvis ut i det oändliga tomrum som omger kosmos.

### Koncept och idéer
Stoikerna menade att koncept och idéer är tankekonstruktioner. Medan exempelvis Platon, utifrån sin "idévärld" eller formvärld (där idén "människa" är rationell), kunde hävda att "människan är rationell", hävdade stoikerna i stället att "om något är en människa, är detta något också ett rationellt djur". "Rationalitet" betraktade de som något verkligt, och som ett gemensamt drag hos alla människor, men de menade att konceptet "människa" bara är en språklig konstruktion, som saknar en egen fristående existens.

### Människans natur
Den romerske senatorn och stoikern Cato den yngre (95–46 f.Kr.) menade att allt som är naturligt är att föredra framför det som är onaturligt. Cato ansåg att det som är eller leder till något som är i enlighet med naturen är värdefullt, och därmed att det som inte är i enlighet med naturen är värdelöst. Det Cato avsåg är självbevarelsedriften – att söka sig till det som gynnar bevarandet av kroppen och medvetandet, och att undvika det som är skadligt och missgynnar kroppen och medvetandet. Eftersom människan också är rationell, har hon dock även en självbevarelsedrift vad gäller rationaliteten. Dessa självcentrerade impulser betraktas som uttryck för självkärlek. Cato menar att det är naturligt för människan att även bry sig om andra, till en början sina föräldrar, men sedermera även vänner, grupper, samhällen, mänskligheten, och slutligen hela kosmos. Det är ur denna kärlek och omtanke som människor bildar samhällen, menade stoikerna. Krysippos ansåg att allmänmänsklig omtanke är ett resultat av en utvecklad rationalitet, och att denna allmänmänskliga omtanke är en naturlag. Seneca liknade mänskligheten vid ett stenvalv – om vi inte stöttar upp varandra rasar hela valvet samman. Marcus Aurelius menade att njutning inte tillhör människans natur. Som människa har vi ett uppdrag, en uppgift, en roll att fylla i världen. Att vila, äta och dricka är nödvändigt, och en del av människans roll i världen, men att sova, äta och dricka mer än nödvändigt är onödigt, och är således inte i enlighet med naturen.

#### Passioner och känslor

Frank Bernard Dicksee, Romeo och Julia (1884). Stoikerna menade att i stort sett alla känslor (även romantisk kärlek) är resultatet av felaktiga värderingar av verkligheten. De menade inte att romantisk kärlek är någonting dåligt, men att det är ett misstag att betrakta det som någonting bra – för endast dygd är bra.

Stoikerna definierade känslor, som passioner och affekter, på flera sätt. Med känslor eller passioner syftade de dock aldrig på ofrivilliga reaktioner och impulser såsom flykt- och kampresponsen (vid en omedelbar fara), utan på de värderingar, tankar och känslor som uppstår efter att sådana okontrollerbara impulser uppkommit. De vanligaste definitionerna (dessa motsäger inte varandra, utan beskriver olika aspekter av samma sak) är:
- Överdrivna impulser.[25]
- Impulser som inte lyder förnuftet.[25]
- Falska värderingar eller åsikter.[25]
- Själens "fladdrande" (grekiska πτοία, ptoia).[25] Fladdrandet kan syfta på dels den kroppsliga påverkan som känslor har, dels känslomässig instabilitet – ett "fladdrande" mellan känsloladdade omdömen av omvärlden.[25]

Stoikerna menade att ohälsosamma känslor är irrationella gensvar på någonting. De ansåg att ett känslosvar består av tre delar. Det börjar med en ofrivillig kroppslig reaktion. Därefter följer ett medvetet värderande av intrycket, som ofrånkomligen leder till känslosvaret. Seneca ger ett exempel (med ilsken hämnd som känslosvar på ett fysiskt angrepp), där en person först får den kroppsliga reaktionen, därefter värderar smärtan som någonting dåligt – och att den som utförde angreppet därför förtjänar skada – vilket kort därefter följs av ett (irrationellt) begär efter hämnd. En dygdig person känner smärtan, men ger till skillnad från den icke dygdige inte bifall till intrycken och värderingarna som kan följa på den omedelbara kroppsliga reaktionen. På så vis undviker den dygdige de två sista delarna av det känslomässiga gensvaret.
Stoikerna ansåg att smärta eller lidande, rädsla, lust och njutning är ohälsosamma känslor, men att försiktighet, önskningar och glädje är hälsosamma sådana. De såg dessa båda grupper som varandras motsatser, där de ohälsosamma känslorna eller passionerna sågs som irrationella, och de hälsosamma som rationella. De menade att det inte finns någon rationell motsvarighet till lidande, och att de irrationella känslosvaren är ett resultat av irrationella värderingar (enligt stoikerna är det bara dygd som är bra, och ondska som är dåligt – således är det irrationellt att värdera något annat som bra eller dåligt). De "bra" känslorna däremot, grundar sig på korrekta värderingar och tolkningar av verkligheten, menade stoikerna. De nämner ett flertal underkategorier till de "rationella" känslorna:
- Önskningar: välvilja, nåd, vänskaplighet, respekt och omsorg.[27]
- Försiktighet: vördnad och ödmjukhet.[27]
- Glädje: behag och munterhet.[27]

Med andra ord strävade stoiker inte efter känslomässig likgiltighet, utan efter kontroll över känsloreaktionerna och efter ett robust psyke. Seneca skriver att den dygdige känner smärta (och andra känslor), men att smärtan och andra känslor inte övervinner eller påverkar den dygdige. Likaså påverkas inte den dygdiges lycka av känslor och impulser.

#### Vad som är att föredra

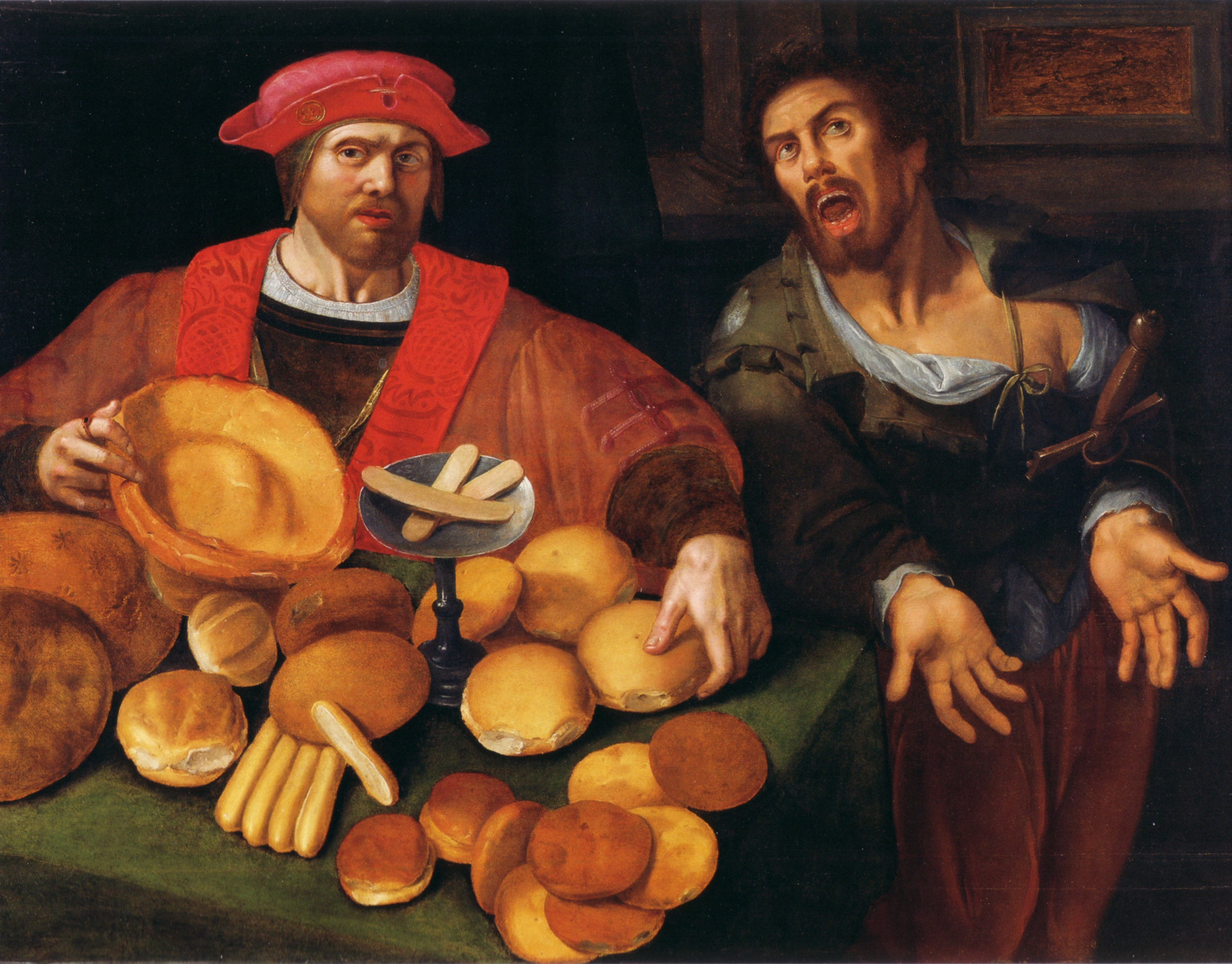
Arm und Reich oder Krieg und Frieden (1600-tal). Stoikerna betraktade hälsa och rikedom som "något att föredra", eftersom det gynnar den primitiva överlevnaden, men ansåg inte att det är någonting "bra". Dygd är det enda som är bra, allting annat ansåg de att man ska bemöta med jämnmod.

Utifrån deras syn på människans natur, resonerade stoikerna om vad som (generellt sett) är att "föredra" respektive att "inte föredra". Exempelvis menade de att hälsa generellt sett är att föredra framför sjukdom. Terminologin grundar sig på att stoikerna inte ansåg att någonting annat än dygd och ondska är bra respektive dåligt. Således är allting utanför sinnet i sig självt oviktigt (och saknar moraliskt värde), men stoikerna ansåg ändå att yttre omständigheter kan ha instrumentella och ändamålsenliga "värden". Förenklat kan man säga att det som har med människans primära överlevnad att göra kan kategoriseras som något "att föredra" respektive "att inte föredra", medan det som har med människans förnuft och rationalitet att göra kan kategoriseras som "bra" respektive "dåligt". Hälsa är "att föredra", för det gynnar människans primitiva överlevnad, och dygd är "bra" för det gynnar rationaliteten och förnuftets överlevnad. Sjukdom är "inte att föredra" för det missgynnar människans primitiva överlevnad, och ondska är "dåligt" för det missgynnar rationaliteten och förnuftets överlevnad. Eftersom stoikerna ansåg att rationaliteten och förnuftet är mer värda än den primitiva överlevnaden, menade de att "det som är att föredra" endast är "att föredra" när det inte går emot förnuftet, dygden, eller kosmos ordning.
Stoiker såsom Epiktetos var dock kritiska till diskussionen om det som "är att föredra" respektive "inte är att föredra". Han motsatte sig inte lärorna, men menade att det är riskabelt att lägga energi på sådant som är bortom vår kontroll. Han varnade för att om man lägger energi på yttre omständigheter, kan man börja värdera "det som är att föredra" som "bra", vilket vore ett misstag. Han menade att man helhjärtat ska lägga sin energi på att utveckla dygden, som är det enda goda. Marcus Aurelius uttryckte det på följande sätt:
Nej, säger jag, välj med fritt och oförvillat sinne det bästa och håll fast vid det! Men det bästa är det gagneliga. Är det gagneligt för dig såsom förnuftigt väsen, så sök förvärva det; är det däremot gagneligt blott för ditt djuriska jag, så låt det fara och bevara ditt omdöme fritt från fördomar så att det må döma rätt.–Marcus Aurelius, Självbetraktelser, bok 3.

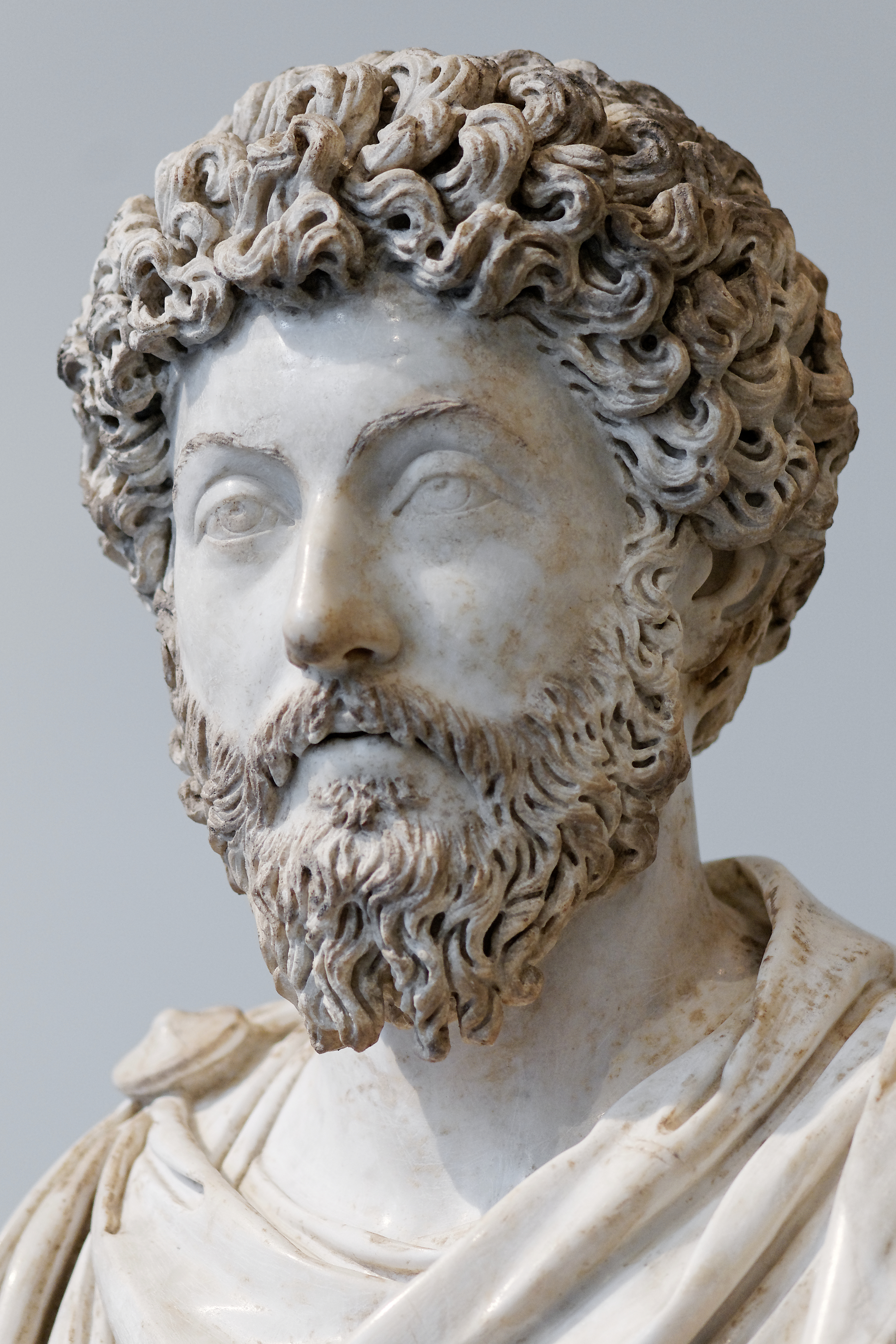
Byst på Louvren föreställande den romerske kejsaren och stoikern Marcus Aurelius.

Seneca menar att en vis dygdig man vill ha vänner och en frisk kropp, men om den vise mannen förlorar sina vänner och blir sjuk, påverkar det ändå inte hans lycka. Den vise dygdige mannen är tillfreds med sig själv såtillvida att denne är lycklig utan hälsa och vänner, men detta innebär inte att han frivilligt och utan anledning avstår från hälsa och vänner.
Vad gäller lycka [eudaimonia] [...] behöver [den dygdige] ett rationellt och upphöjt sinne [...] men för att leva behöver han en hel del.–Seneca den yngre, brev 9.

### Determinism och fri vilja
Enligt stoikerna är allt som sker förutbestämt. De var kausala determinister, vilket innebär att de betraktade allt som sker i nutid som ett resultat av allt som skett tidigare (från tidernas begynnelse), och att det som sker i nutid leder till allt som kommer att ske i framtiden.
Krysippos liknar ödet vid en cylinder som rullar nedför en brant kulle. För att cylindern ska rulla, krävs det dels att cylindern är rund, dels att någon eller något puttar cylindern över kanten. Krysippos beskriver orsakssambandet på följande sätt:
- Att cylindern puttas över kullens kant är den mest näraliggande orsaken till att cylindern rullar nedför kullen, men är samtidigt bara en bidragande orsak till detta.[32]
- Den primära orsaken till att cylindern rullar nedför kullen är, enligt Krysippos, cylinderns utformning. Enligt Krysippos sätt att se på händelser, är det någonting som "utlöser" händelseförloppet (såsom puttandet), men själva händelsen i sig är mer beroende av agentens och objektets natur än av den direkt utlösande händelsen. Orsaken är att om det hade varit en kub snarare än en cylinder, hade puttandet av objektet nedför kullen inte gett samma resultat. På samma sätt agerar inte två människor nödvändigtvis likadant, även om de utsätts för samma externa stimuli.[32] Cylindern kan alltså liknas vid själen. Cylinderns utformning och disposition avgör vad som sker när den puttas nedför en brant kulle. På samma sätt avgör själens disposition hur människor reagerar och svarar på yttre omständigheter. Enligt stoikerna är filosofins främsta uppgift att förändra denna disposition.[9]

Krysippos vill med cylinderexemplet även tydliggöra att varje händelse är ett resultat av flera sammanvävda händelseförlopp med orsakssamband. Cylinderns runda form är en följd av hur den har tillverkats, vilket i sin tur är en följd på något annat. Att cylindern puttas över kullens kant har likaså en orsak, som i sin tur hade en orsak, och så vidare. Likväl leder cylinderns rullande till någonting. Inga händelser sker i ett kausalt vakuum – alla händelseförlopp sträcker sig från tidernas begynnelse och oändligt långt framåt i tiden.

#### Fri vilja i ett deterministiskt kosmos
Trots sin deterministiska syn på världen, ansåg stoikerna att människan har en fri vilja. De menade att människans valfrihet ligger i att kunna ge bifall till eller avvisa intryck och impulser. Dock menade de att även dessa har en orsak. Om någon väljer att köpa en tårta sker inte detta av en slump – det finns såväl fysiologiska, psykologiska som sociala orsaker till att någon gör detta val. Detsamma gäller alla andra beslut, tankar, med mera.
Keith Seddon menar att kompatibilismens paradox (att ha fri vilja i ett deterministiskt kosmos) i stoikernas fall, kan förklaras genom stoikernas teologi. Enligt Seddon använde de antika stoikerna inte detta argument, men han menar att det är förenligt med deras doktriner. Seddon skriver att de antika stoikerna ansåg att universum styrs av logik, öde, och Gud. Till följd av deras panteistiska föreställningsvärld, ansåg de att Gud finns inom allt och alla. Vidare ansåg de att den del av människans själ som fattar beslut också är en del av Gud. På så vis menade de att människan inte "utsätts" för ödet, som om ödet vore en yttre kraft som styrde och ställde, utan att människor – tillsammans med andra, med kosmos och med Gud – genom utövandet av sin fria vilja ser till att världen blir såsom det är tänkt.

#### Alla icke dygdiga är slavar

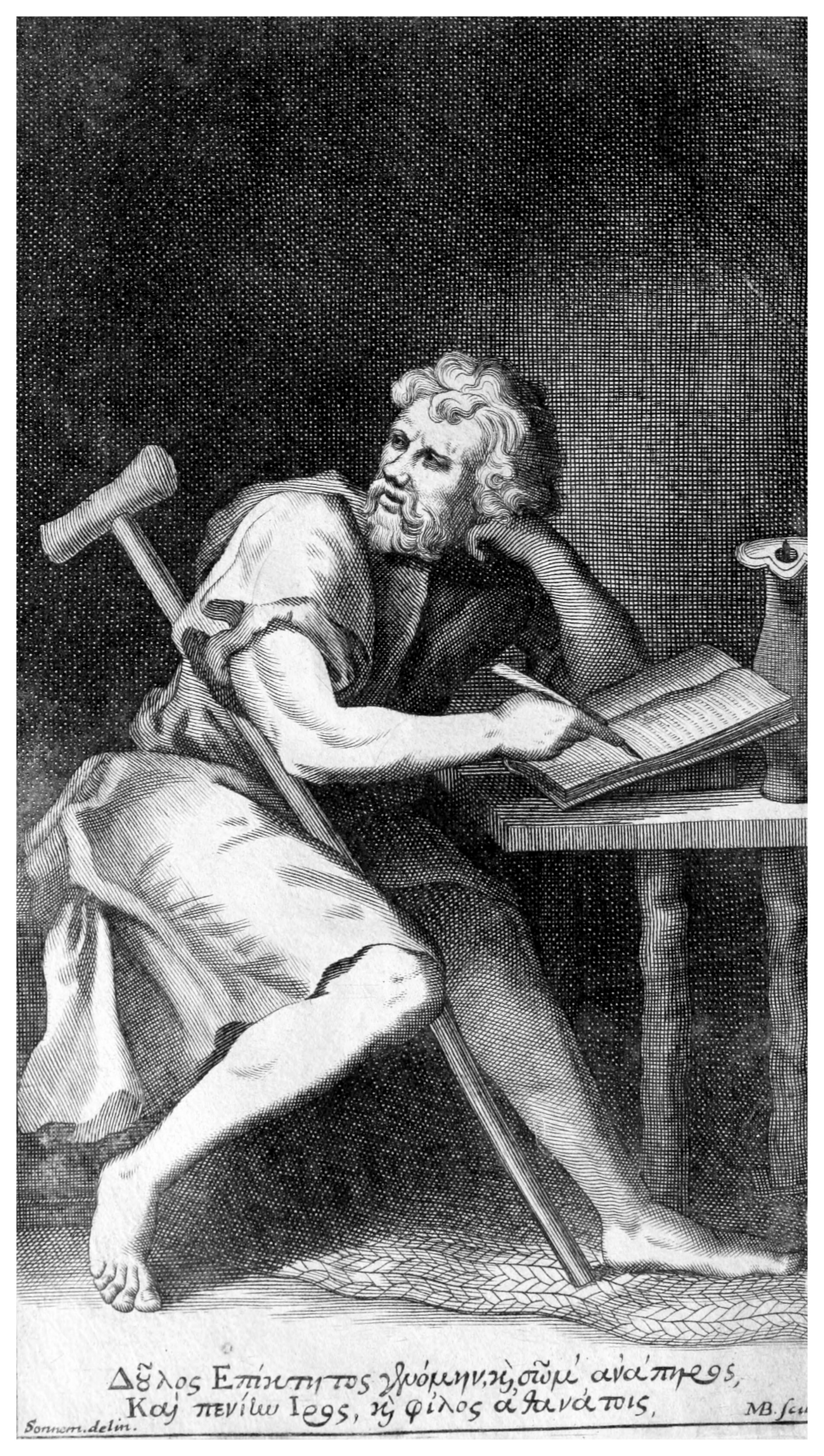
Epiktetos, som föddes som slav men senare frigavs, skriver: "Den som vill vara fri, bör alltså varken vilja ha eller vilja slippa någonting som är underkastat någon annans vilja. I annat fall blir han oundvikligen förslavad.

Stoikerna menade dock att ingen annan än den dygdige är fri på riktigt – alla andra är slavar, under sina egna (och andras) affekter, impulser, omdömen, värderingar, etcetera. 
Om någon överlämnade din kropp till första bästa person på vägen, skulle du helt säkert bli upprörd. Men själv utlämnar du din själ åt första bästa person du möter, så att han kan störa den och göra den förvirrad genom att håna dig; skäms du inte?–Epiktetos, Handbok i livets konst, v. 28.
Vad som ligger utanför min tankevärld har alls ingen betydelse för den. Lär dig inse detta, så står du orubblig. Det är på dig själv det beror att börja ett nytt liv. Betrakta blott tingen annorlunda än du hittills gjort. Däri består det nya livet.–Marcus Aurelius, Självbetraktelser, bok 7.

#### Dikotomin av kontroll
Stoikerna ansåg att det enda som är inom vår kontroll, är våra sinnen – åsikter, impulser, begär, motvilja, och så vidare. Allting annat – våra kroppar, våra ägodelar, vårt rykte, och så vidare – är bortom vår kontroll. Detta andra (det vill säga allt utom våra egna sinnen) betraktade stoikerna som sådant man bör anse vara moraliskt likgiltigt och bortom vår kontroll. Samtidigt uppmanade de inte till passivitet – tvärtom uppmanade de till samhällsengagemang med mera.
Skall jag vara trög när jag går att göra det för var skull jag är till och har kommit till världen? Eller är jag kanske skapad för att ligga på mitt läger och må gott? – Men det är så skönt. – Alltså är du skapad för att njuta och alls inte för att verka och göra nytta? Ser du då inte plantorna, sparvarna, myrorna, spindlarna och bina? Alla utför de sitt arbete och tjänar världen var och en på sitt sätt.–Marcus Aurelius, Självbetraktelser, bok 5.
Har jag gjort något allmännyttigt? I så fall har jag själv fördel därav. Ha alltid denna tanke för ögonen, och upphör aldrig att handla i enlighet därmed.–Marcus Aurelius, Självbetraktelser, bok 11.

## Logik

### Argumentationsanalys
Stoikerna ansåg att sanningsvärdet i ett visst antagande eller ett visst argument kan förändras över tid (exempelvis kan påståendet "det är dag" vara sant nu, men falskt senare). Vidare menade de att alla argument kan reduceras till någon av följande syllogismer:
- Om A, gäller B; A; således gäller B (modus ponendo ponens)
- Om A, gäller B; inte A; således gäller inte B (modus tollendo tollens)
- Inte A och B samtidigt; A; därför, inte B
- Antingen A eller B; A; således, inte B (modus ponendo tollens)
- Antingen A eller B; inte A; således, B (modus tollendo ponens)

### Epistemologi
Stoikerna ansåg (likt Sokrates) att kunskap, förnuft eller rationalitet är grunden till all dygd, och att okunnighet är grunden till all ondska. Vidare menade de att "intryck" är grunden till all kunskap. Förutom sinnesintryck ansåg stoikerna att även logiska resonemang är en form av intryck, vilket innebär att logiska resonemang också kan leda till kunskap. De ansåg att det finns två typer av intryck: kataleptiska och icke-kataleptiska. Icke-kataleptiska intryck är de intryck som är direkt illusoriska, eller (utifrån tillgänglig information) kan betvivlas. De kataleptiska ger en korrekt återgivning av existerande ting, samtidigt som intrycket är "otvivelaktigt". Ett exempel på ett sådant intryck är solens sken mitt på dagen. Epiktetos menade att det är omöjligt att i god tro påstå att det är natt, när man med alla sinnen uppfattar att solen skiner. De flesta intryck är dock inte lika självklara, och stoikerna menade därför att förmågan att skilja mellan kataleptiska och icke-kataleptiska intryck är en förmåga som behöver tränas upp. I och med deras empirism ansåg de att människor vid födelsen inte har någon medfödd kunskap (man föds "som ett oskrivet blad", tabula rasa).

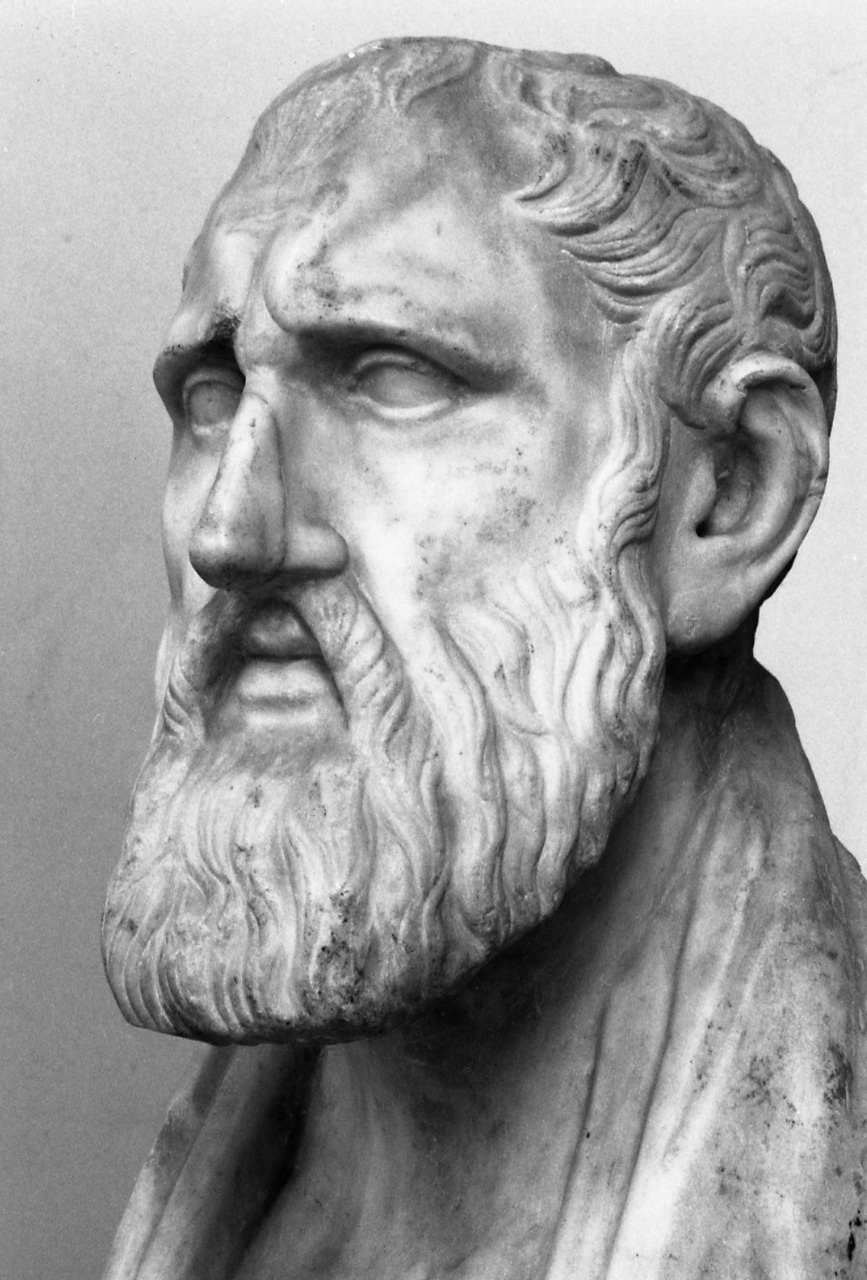
Antik byst föreställande Zenon från Kition, stoicismens grundare; Neapel.

Med "kunskap" avses dock inte enbart teoretisk kunskap. Epiktetos liknade filosofin vid praktiska konstarter, som behöver såväl teoretisk som praktisk övning eller skolning. Teoretisk kunskap utan praktisk kunskap är ofullständig kunskap, menade han. Samtidigt ansåg stoikerna att inga andra än de vars dygd är fulländad äger fulländad kunskap. Alla andra kan som bäst nå en "katalepsis", det vill säga en teori som "i god tro" kan antas vara sann, men som inte nödvändigtvis är det. Zenon liknar intryck vid en öppen hand, ett accepterat intryck vid en hand med indragna fingrar, en katalepsis vid en knytnäve, och kunskap vid en sluten hand över en knytnäve.

### Värderingar
Stoikerna ansåg att det är ett objektivt faktum att dygd är det enda goda, och ondska det enda dåliga. Således betraktade de alla värderingar som avvek från detta som epistemologiska misstag. Yttre omständigheter kan varken vara bra eller vara dåliga, enligt stoikerna. Värderingen av intryck sker dock oftast omedvetet. De intryck som mottas genom människors sinnen frambär ett såväl beskrivande som värderande förslag eller uppslag till medvetandet, men eftersom detta sker undermedvetet kommer intrycken som ett och samma förslag. Stoikerna menade att detta oftast är bortom vår kontroll, men att det är inom vår kontroll att acceptera eller avslå sinnesintryckens förslag. Det är vid detta steg som människor riskerar att göra epistemologiska, kunskapsmässiga, misstag. Exempelvis, om man under en båttur hamnar mitt i en storm, skulle sinnesintrycken kunna frambringa uppslagen "det är en storm" och "det här är förfärligt". Stoikerna skulle acceptera det första uppslaget, men inte det andra.
Ser du någon ha bråttom när han tvättar sig, säg då inte: ”Han tvättar sig slarvigt”, utan säg: ”Det går undan när han tvättar sig.” Ser du någon dricka mycket vin, säg då inte: ”Han dricker för mycket vin” utan säg: ”Han dricker mycket vin! Hur vet du att han handlar olämpligt, innan du har undersökt hans handlingssätt närmare?–Epiktetos, Handbok i livets konst, v. 45.

## Etik
Grunden för stoisk etik är "oikeiosis" (grekiska οἰκείωσις), som kan översättas till bland annat "orientering", "anpassning". Medvetna varelser uppsöker från födelsen det som gynnar överlevnaden, och undviker det som missgynnar överlevnaden (detta är "oikeiosis"). För primitiva medvetna varelser inkluderar detta enbart fysisk överlevnad, det vill säga mat, vatten, med mera. Människor är dock rationella, och har således fler och andra behov än primitiva djur. Stoikerna menade att dygd innebär perfekt rationalitet, och är det enda som bevarar och utvecklar rationaliteten till fullo. De menade dessutom att rationella varelser naturligt lär sig att leva mer principfast (som är ett steg mot dygd), i takt med en ökad filosofisk insikt.
Stoikerna ansåg därutöver att rationaliteten är mer värd än den primitiva överlevnaden. Detta ansåg de vara förenligt med "oikeiosis", eftersom de menade att "självet" i människors fall ligger i rationaliteten. Med andra ord innebär "självbevarelsedrift" för stoikerna framförallt att bevara rationaliteten. Sokrates hade en liknande inställning – han menade att principfasthet är viktigare än blotta överlevnaden.
'Nåväl, gå in', säger kejsaren, 'men säg inte ett ord'. 'Fråga inte efter min åsikt, så förblir jag tyst'. 'Men jag måste fråga efter din åsikt'. 'Och då måste jag svara med det jag anser vara rätt'. 'Men om du gör det, kommer jag att döda dig'. 'När sa jag att jag var odödlig? Du har din roll, och jag har min: din roll är att döda, och min att dö, men utan rädsla; det är din roll att förvisa mig, och det är min roll att ge mig av utan sorg'–Epiktetos, Diskurserna bok 1, kapitel 2.
'Kom, Epiktetos, raka dig'. Jag svarar: 'Om jag är en filosof, så kommer jag inte att raka mig'. 'Men jag kommer att halshugga dig?'. 'Om det gör dig gott, var så god och halshugg mig'–Epiktetos, Diskurserna, bok 1, kapitel 2.

### Självmord
Eftersom stoikerna ansåg att rationaliteten är viktigare än medvetandet och kroppen, ansåg de att döden i vissa fall är att föredra, även om den sker genom självmord. Vidare menade de att ett gott liv (det vill säga ett dygdigt liv) är lika gott oavsett hur kort eller långt det varar. Flera av de antika stoikerna har också tagit sina egna liv, däribland Zenon, Kleanthes, Cato den yngre och Seneca den yngre.

### Det enda som är bra respektive dåligt

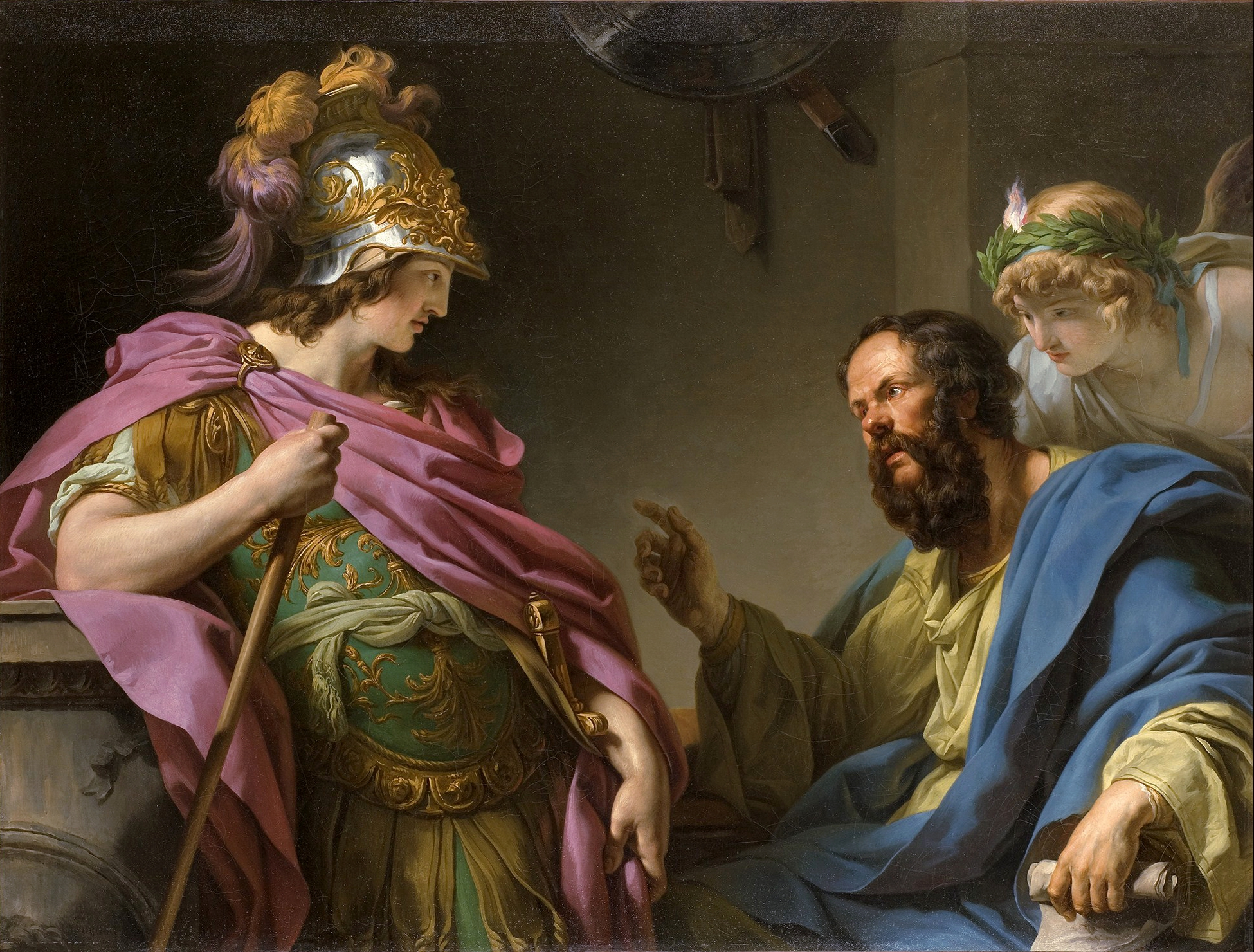
François-André Vincent, Alkibiades undervisas av Sokrates (1776). Epiktetos lyfter fram Sokrates som ett exempel på en dygdig person; "Du för din del är visserligen inte än någon Sokrates, men du bör i varje fall leva som en som vill bli en Sokrates!"

Enligt stoikerna är "arete" det enda som är bra, och "kakia" det enda som är dåligt. Arete kan översättas till "dygd" eller "excellens", en duglighet gränsande till fullkomnad, och kakia till "ondska", "lastbarhet", eller "ofullkomlighet". Enligt Krysippos är dygd detsamma som "att leva i enlighet med vår erfarenhet av vad som sker naturligt". Men utöver detta (att leva i enlighet med naturen), syftar "dygd" framför allt till kardinaldygderna (rättrådighet, mod, vishet och måttfullhet). Allting förutom dygd och ondska saknar moraliskt värde, men är för den skull inte värdelöst. Mat, vatten och en plats att söka skydd kan ha ett värde för människor, eftersom det gynnar deras överlevnad (och är således i enlighet med naturen), men är för den skull inte "bra" ur ett etiskt perspektiv. Stoikerna menar att dygd är det enda goda, eftersom:
- Dygd innebär bevarad och perfekt rationalitet, och i människors fall är rationaliteten värd mer än den primitiva överlevnaden.
- Allt förutom dygd, som exempelvis hälsa och rikedom, kan användas till både gott och ont. Därför kan inget annat än dygd vara gott av sig självt.
- Ingenting annat än dygd kan garantera eudaimonia, lycka.

Det enda som egentligen spelar någon roll för stoikerna, är att beslut och val grundar sig på förnuft, visdom, rationalitet och dygd. Utfallet av en människas val är därför betydelselöst emedan det ligger bortom hennes kontroll. Om den dygdige väljer någonting, men inte får detta, bryr sig den dygdige inte – för det enda som spelade någon roll var dygden och beslutsfattandeprocessen (eftersom detta är det enda som är inom den dygdiges kontroll). Eller, som Krysippos uttrycker det: ”Om jag visste att mitt öde var att bli sjuk, skulle jag till och med önska mig det”. Orsaken är att stoikerna ansåg att den dygdige framförallt bryr sig om kosmos ordning, att leva i enlighet med naturen, snarare än sig själv.

#### Antingen eller – god eller ond
Stoikerna ansåg att det förelåg en skarp gräns mellan dygd och ondska. Alla som inte är dygdiga, är onda, och eftersom stoikernas bild av dygd var kraftigt perfektionistisk och idealistisk, var i stort sett alla onda i deras ögon. Stoikerna fick under antiken omfattande kritik för sin skarpa gräns mellan ondska och godhet eller dygd, men de höll kritiken till trots fast vid sin ståndpunkt. De menade att gränsdragningen annars blir för godtycklig. Kynikerna ansåg likt stoikerna att dygd är det enda goda, men de höll inte med om stoikernas indelning av andra ting och omständigheter som "föredragna" respektive "icke-föredragna". Peripatetikerna (Aristoteles skola) ansåg på samma sätt att dygd är bra, men att det förutom dygd även behövs gynnsamma levnadsförhållanden (hälsa, vänner, med mera) för att garantera lycka. Stoikernas synsätt är således ett mellanting mellan peripatetikernas och kynikernas.
Flera liknelser har använts för att beskriva stoikernas skarpa gräns mellan dygd och ondska. De följande liknelserna anses härröra från Krysippos:
- En person som drunknar en meter från land, drunknar lika mycket som en person som drunknar 500 meter från land.[53]
- En blind man är blind ända fram till den dag då han ser.[53]

#### Eudaimonia (lycka)
Eudaimonia " (grekiska εὐδαιμονία) betyder i första hand "lycka", men är egentligen ett mycket bredare begrepp än "lycka". Eudaimonia åsyftar inte en subjektiv tillfredsställelse, utan en genomgående själslig blomstring och ett övergripande välmående. Dygd och eudaimonia betraktas av stoikerna som eftersträvansvärda i sig själva (det vill säga dygd är inte "bra" i egenskap av att det ger lycka utan i sig själv). Dygd och eudaimonia är dock mycket tätt förknippade med varandra inom stoicismen; Diogenes Laertios skriver att "lyckan består av dygd".
Vidare ansåg stoikerna att filosofi är "som medicin för själen". Med andra ord är strävan efter dygd en strävan efter en hälsosam själ, vilket står i stark kontrast till uppfattningen att stoicismen skulle innefatta självuppoffring.

#### Vägen till dygd

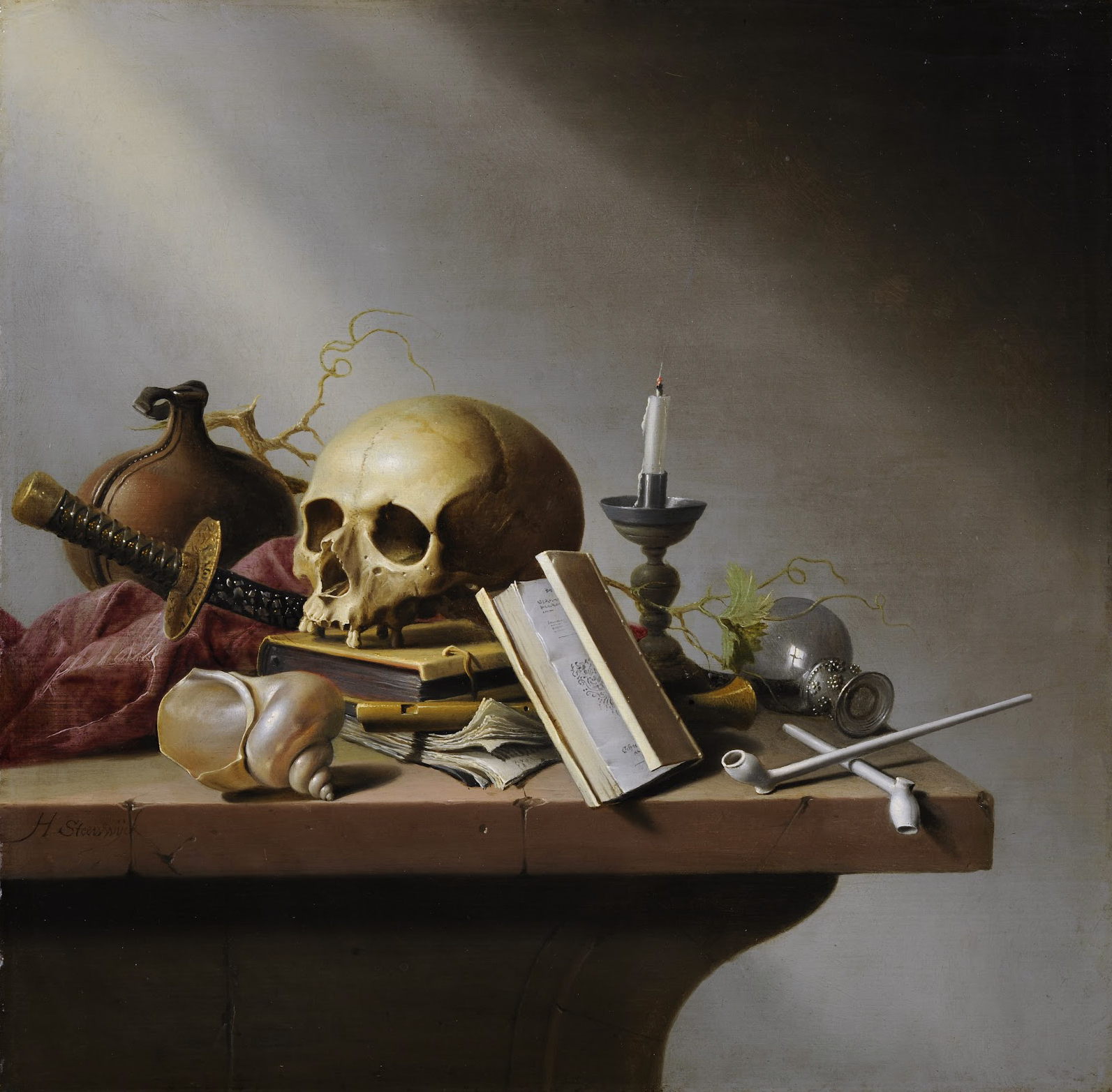
Harmen Steenwijck, Vanitasstilleben: En allegori över det mänskliga livets förgänglighet (1640). Marcus Aurelius, med flera, menar att man dagligen bör kontemplera över döden (memento mori); "Lev icke som om du hade tusen år framför dig. Döden svävar över dig. Så länge du ännu lever, så länge du ännu kan – var god. (Självbetraktelser 4:17).

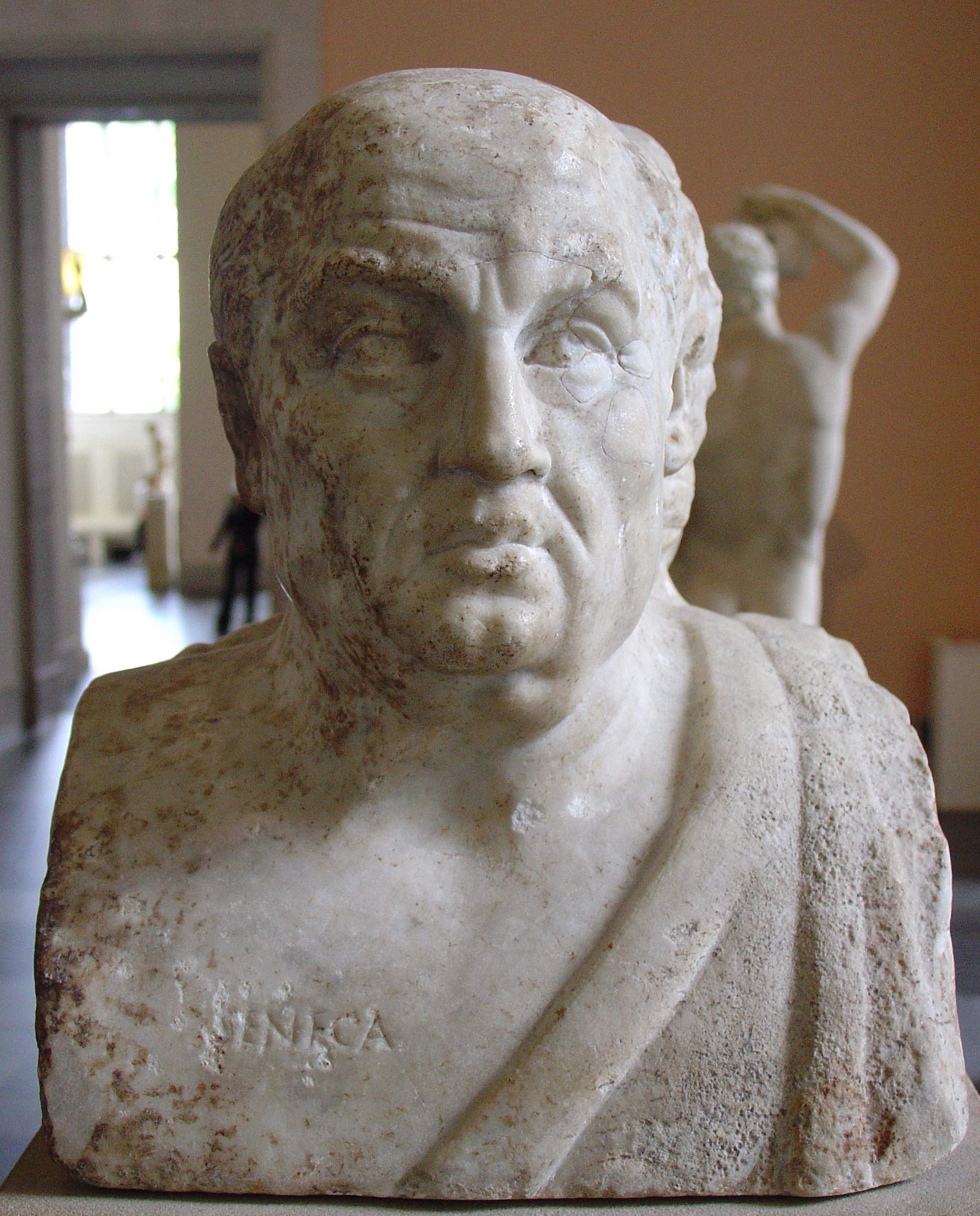
Antik byst föreställande stoikern Seneca den yngre; Berlin.

Paradoxalt nog ansåg stoikerna att det finns en "väg" som leder till dygden, även om man förblir ond fram till den dag då man blir dygdig. De menade att vägen från ondska till dygd består av att successivt förstå hur naturen fungerar och harmonierar. Vidare menade de att man i takt med att denna förståelse ökar, också börjar värdera naturens ordning högre än sig själv. Epiktetos anser att det är naturligt att sträva efter ett långt liv, rikedom och hälsa, om man ser det som att man lever i ett isolerat sammanhang (oberoende av den yttre världen). Men om man ser på sig själv som en del i ett större sammanhang – som en del i kosmos – förstår man varför det är naturligt och lämpligt att insjukna, vara fattig och dö, med mera.
Enligt Seneca är till och med spädbarn rationella, även om deras rationella natur ännu är outvecklad. Stoikerna ansåg att endast fullt utvecklade rationella varelser kan bli dygdiga; således var dygden utesluten för barn. Cato menade att vägen till dygd består av fem steg, där det första steget börjar vid födelsen:
1. Primitiv självbevarelse (den första "lämpliga handlingen").
2. Strävan mot det som är i enlighet med naturen (i detta fall innebär detta "det som gynnar överlevnaden"), och undvikande av det som inte är i enlighet med naturen.
3. Att man inser och förstår sin egen förmåga till förnuftiga beslut. Detta används sedermera till att medvetet välja lämpliga handlingar som gynnar rationaliteten och kosmos ordning, snarare än den primitiva överlevnaden (detta är också i enlighet med naturen).
4. Lämpliga handlingar blir en vana.
5. Individens alla val blir helt rationella, förnuftiga, och i enlighet med naturen.
Med "lämpliga handlingar" avsåg Cato handlingar som "förnuftet tillåter". Vidare menade han att vissa lämpliga handlingar, såsom "att bry sig om sin hälsa", är allmängiltiga, medan andra lämpliga handlingar bara är lämpliga under vissa omständigheter. Ett exempel på en lämplig handling som bara är lämplig under vissa omständigheter, är "att offra sig själv".
Skillnaden mellan den icke dygdiges "lämpliga handlingar", och den dygdiges "lämpliga handlingar", är att den dygdige är konsekvent, helt rationell, förnuftig, vis och dygdig i sina beslutsfattandeprocesser. Cato menade att "lämpliga handlingar" är i enlighet med naturen – men att en lämplig handling inte nödvändigtvis behöver utföras med förnuftiga motiv. En icke dygdig person kan, exempelvis, vara vänlig mot sina medmänniskor av egenintresse. En dygdig person skulle i samma situation vara vänlig för att det principiellt är förnuftigt och dygdigt.

#### Filosofiska utmaningar/övningar
Enligt Epiktetos består den första filosofiska utmaningen av att inse att dygd är det enda som är bra, och att ondska är det enda som är dåligt. Han menar att människor tenderar att värdera sina yttre omständigheter som bra respektive dåliga, medan de yttre omständigheterna enligt stoikerna aldrig kan vara vare sig bra eller dåliga.
Därefter följer övningar i att förändra sin disposition, eller som Marcus Aurelius uttrycker det: "att långsamt färga om själen", med andra ord att successivt förändra invanda och olämpliga beteenden till lämpliga sådana. För detta ändamål menar Epiktetos att filosofer bör börja varje dag med att skriva ned centrala doktriner. Likaledes uppmanar Seneca till att varje dag reflektera över om man har levt upp till sina filosofiska ideal eller inte.
Epiktetos beskriver tre övningar i filosofiskt leverne. En del forskare har dragit paralleller mellan denna uppdelning och stoicismens uppdelning av den "teoretiska" filosofin (fysik, logik och etik). Andra forskare är dock skeptiska till att dra sådana paralleller:
1. Övning i hantering av begär och motvilja.
2. Övning i impulshantering och i att utföra lämpliga handlingar.
3. Övning i omdöme, värdering, tolkning och intryckshantering.

### Anmärkningslista
1. ↑  Baltzly (2018)[5] hänvisar till del fyra av Sorabji, R. (2000) Emotion and Peace of Mind: From Stoic Agitation to Christian Temptation, Oxford: Oxford University Press.
2. ↑  Se även artikeln Modern Stoicism på engelska Wikipedia, och hemsidan The Daily Stoics lista över populärkulturella referenser till stoicismen.
3. ↑  Se avsnittet "Vägen till dygd"
4. ↑  “It applies to him so far as happiness in life is concerned: for this all he needs is a rational and elevated spirit that treats fortune with disdain; for the actual business of living he needs a great number of things.”[31]
5. ↑  Att samtidigt tro på determinism och fri vilja, kallas för kompatibilism.
6. ↑  Tre aspekter av samma kropp, se kosmologiavsnittet
7. ↑  "Well, go in then," says the emperor, "but say nothing." "Do not ask my opinion, and I will be silent." "But I must ask your opinion." "And I must say what I think right." "But if you do, I shall put you to death." "When then did I tell you that I am immortal? You will do your part, and I will do mine: it is your part to kill; it is mine to die, but not in fear: yours to banish me; mine to depart without sorrow."[48]
8. ↑  “'Come, then, Epictetus, shave yourself.' 'If I am a philosopher,' I answer, 'I will not shave myself.' 'But I will take off your head?' If that will do you any good, take it off.”[48]
9. ↑  ”But if I knew that it was fated for me to be sick, I would even move toward it”.[3]